# Inonotus pseudoradiatus
Inonotus pseudoradiatus är en svampart som först beskrevs av Narcisse Theophile Patouillard, och fick sitt nu gällande namn av Leif Ryvarden 1983. Inonotus pseudoradiatus ingår i släktet Inonotus och familjen Hymenochaetaceae.   Inga underarter finns listade i Catalogue of Life.